# Richard Levinson
Pour les articles homonymes, voir Levinson.
Richard Levinson, né le 7 août 1934 à Philadelphie et mort le 12 mars 1987 à Los Angeles, est un écrivain, scénariste et producteur américain. Il est le créateur, avec son ami William Link, des séries Columbo et Arabesque (Murder, She Wrote).

## Biographie
Richard Levinson naît à Philadelphie en Pennsylvanie et suit les cours de l'université de Pennsylvanie, où il obtient un Bachelor's Degree en économie en 1956. Il sert dans l'armée américaine de 1957 à 1958 et épouse l'actrice Rosanna Huffman en 1969. Levinson est d'origine juive.
William Link et Richard Levinson entament en 1946, sur les bancs du collège, une amitié qui dure 43 ans. Tous deux sont de grands fans d'Ellery Queen et adorent les jeux d'intellect, trait qui se retrouve dans leur travail.
Après avoir débuté pour la radio, les deux amis écrivent des scénarios pour la télévision. Ils co-créent et parfois produisent les séries policières Columbo, Mannix, Ellery Queen, Arabesque (avec Peter S. Fischer) et Scene of the Crime, ainsi que les téléfilms The Gun, My Sweet Charlie, That Certain Summer, The Judge and Jake Wyler, Exécuté pour désertion, Charlie Cobb: A Nice Night for a Hanging, Rehearsal for Murder, et la courte série télévisée Blacke's Magic. L'équipe est fière de créer des programmes intelligents plutôt que violents.
Ils collaborent également à l'occasion de deux films, L'Odyssée du Hindenburg (1975) et Le Toboggan de la mort (1977), ainsi que pour le show Merlin à Broadway, qui comprend dans sa troupe le magicien Doug Henning.
Ils utilisent parfois le pseudonyme de Ted Leighton, en particulier pour le téléfilm Ellery Queen: Don't Look Behind You, où leur travail est substantiellement réécrit par d'autres, et pour Columbo quand ils obtiennent des scénarios qui sont remaniés par leurs collaborateurs.
En 1979, Levinson et Link reçoivent un Special Edgar Award de l'association Mystery Writers of America pour leur travail sur Ellery Queen et Columbo. Durant les années 1980, ils reçoivent trois fois le Edgar for Best TV Feature or MiniSeries Teleplay, et en 1989, ils obtiennent le MWA's Ellery Queen Award, décerné aux auteurs de scénarios de série policière particulièrement brillants. En novembre 1995, ils sont conjointement admis à la Television Academy Hall of Fame.

## Mort
Levinson meurt d'une attaque cardiaque à Los Angeles le 12 mars 1987 à l'âge de 52 ans. Son père William, sa femme Rosanna et sa fille Christine lui survivent. Le premier roman de la série dérivée de Murder, She Wrote, intitulé Gin and Daggers, lui est dédié.

## Hommages
En hommage à Levinson, Link écrit le scénario du téléfilm de 1991 The Boys, mettant en scène James Woods et John Lithgow.

## Filmographie
- 1962 : Le Diable et les Dix Commandements, de Julien Duvivier, 6e épisode : Tu ne déroberas point, d'après la nouvelle Au voleur !, dialogues de Michel Audiard, avec Jean-Claude Brialy, Louis de Funès, Noël Roquevert et Jean Carmet.
- 1968 : Columbo : Inculpé de meurtre (Prescription: Murder) (Pilote no 1)
- 1971 : Columbo : Rançon pour un homme mort (Ransom for a Dead Man) (Pilote no 2)
- 1971 : Columbo : Faux témoin (Death Lends a Hand) (série télévisée)
- 1972 : Columbo : Symphonie en noir (Étude in black) (série télévisée)
- 1972 : Columbo : S.O.S. Scotland Yard (Dagger of the Mind) (série télévisée)
- 1973 : Columbo : Match dangereux (The Most Dangerous Match) (Série TV)
- 1973 : Columbo : Double Choc (Double Shock) (série télévisée)
- 1973 : Chantage à Washington (Savage)
- 1982 : Darkroom

## Œuvre littéraire

### Nouvelles écrites en collaboration avec William Link
- Whistle While You Work (1954) Publié en français sous le titre Siffler en travaillant, traduit par Hughette Godin, Paris, Opta, Mystère magazine no 111, avril 1957
- Child's Play (1959) Publié en français sous le titre Jeux innocents, traduit par Michel Rivelin, Paris, OPTA, Alfred Hitchcock magazine no 116, janvier 1971 ; nouvelle édition sous le titre Jeu d'enfant, traduit par Rosine Fitzgerald dans l'anthologie Histoires à mourir debout, présentée par Jon L. Breen et John Ball, Paris, Gallimard, coll. « Série noire » no 2177, 1989  (ISBN 2-07-049177-3)
- Shooting Script (1959) Publié en français sous le titre On tourne, traduit par Pierre et Nicolète Darcis, Paris, OPTA, Alfred Hitchcock magazine no 40, août 1964 ; réédition dans l'anthologie Histoires troublantes, Paris, LGF, coll. « Le Livre de poche » no 3008, 1988  (ISBN 2-253-04813-5)
- Operation Staying-Alive (1959)
- One for the Road (1959)
- Robbery, Robbery! (1959) Publié en français sous le titre Au voleur !, traduit par Simone Millot-Jacquin, Paris, OPTA, Alfred Hitchcock magazine no 10, février 1962 ; réédition dans l'anthologie Histoires à n'en pas revenir, Paris, LGF, coll. « Le Livre de poche » no 3002, 1988  (ISBN 2-253-04629-9)
- One Bad Winter’s Day (1959) Publié en français sous le titre Sale Journée, traduit par Maurice-Bernard Endrèbe, dans l'anthologie Histoires pour tuer le temps, Paris, LGF, coll. « Le Livre de poche » no 6721, 1990  (ISBN 2-253-05226-4)
- Ghost Story (1959)
- The Joan Club (1959)
- Dear Corpus Delicti (1960) Publié en français sous le titre Cher "Corpus Delicti", traduit par Maurice-Bernard Endrèbe, dans l'anthologie Histoires fascinantes, Paris, Presses-Pocket no 2366, 1986  (ISBN 2-266-01843-4)
- Who Is Jessica? (1960) Publié en français sous le titre Qui est Jessica ?, traduit par Arlette Rosenblum, Paris, Opta, Anthologie du Suspense no 6, 1968
- Ghost and the Playboy (1961)
- No Name, Address, Identity (1961) Publié en français sous le titre Impasse au cerveau, traduit par Catherine Grégoire, Paris, OPTA, Alfred Hitchcock magazine no 17, septembre 1962 ; réédition dans l'anthologie Histoires macabres, Paris, LGF, coll. « Le Livre de poche » no 3003, 1988  (ISBN 2-253-04630-2)
- The End of an Era (1962) Publié en français sous le titre La Fin d'une époque, traduit par Simone Millot-Jacquin, Paris, OPTA, Alfred Hitchcock magazine no 67, novembre 1966
- Top-Flight Aquarium (1962)
- Exit Line (1962)
- The Man in the Lobby (1966) Publié en français sous le titre L'Homme dans le hall de l'hôtel, traduit par Philippe Barbier, dans l'anthologie Histoires à vous couper le souffle, Paris, Presses-Pocket no 2368, 1987  (ISBN 2-266-01974-0)

### Nouvelles signées sous le pseudonyme Ted Leighton
- The Hundred-Dollar Bird’s Nest (1959)
- Memory Game (1959), écrite en collaboration avec William Link Publié en français sous les signatures Richard Levinson et William Link et sous le titre Une mémoire infaillible, traduit par Jean-Claude Dieuleveux, dans l'anthologie Histoires à lire avec précaution, Paris, Presses-Pocket no 2112, 1983  (ISBN 2-266-01244-4)
- Suddenly, There Was Mrs. Kemp (1959)